# Chmielno (Pommeren)
Chmielno (Duits: Chmelno) is een dorp in het Poolse woiwodschap Pommeren, in het district Kartuski. De plaats maakt deel uit van de gemeente Chmielno en telt 1580 inwoners.